# Celestino Corbacho
Celestino Corbacho Chaves, né le 14 novembre 1949 à Valverde de Leganés, est un homme politique espagnol membre du Parti des socialistes de Catalogne (PSC).
Né en Estrémadure et commercial de formation, il est élu conseiller municipal de L'Hospitalet de Llobregat, dans la banlieue de Barcelone, en mai 1983. Il en devient le maire en mai 1994, deux ans après sa première élection comme député au Parlement de Catalogne. En avril 2004, il est élu président de la députation provinciale de Barcelone.
Il est nommé ministre du Travail et de l'Immigration en avril 2008 et doit renoncer à ses mandats locaux. Il affronte alors une hausse spectaculaire du taux de chômage du fait de la crise économique mondiale.
Il démissionne en octobre 2010 pour se présenter aux élections autonomiques de novembre suivant. Réélu au Parlement de Catalogne, il met un terme à sa vie politique en 2016.

## Biographie

### Jeunesse
Celestino Corbacho Chaves naît en 1949 dans la province de Badajoz, en Espagne, puis sa famille déménage dans la province de Barcelone en 1964. Il suit des études en organisation des entreprises et devient commercial. Il travaille ensuite dans le domaine de l'architecture d'intérieur.
Il adhère au Parti des socialistes de Catalogne (PSC) en 1976 et rejoint l'Union générale des travailleurs (UGT) en 1983.

### Premiers mandats locaux
Au cours des élections municipales du 8 mai 1983, il est élu à 33 ans conseiller municipal de L'Hospitalet de Llobregat — ville voisine de Barcelone et deuxième commune la plus peuplée de la comarque du Barcelonès — sur la liste du maire socialiste sortant Joan Ignasi Pujana. Il est ensuite désigné premier adjoint au maire et député à la députation provinciale de Barcelone. En 1985, il est également promu porte-parole de la mairie. Il est réélu en juin 1987, mai 1991 et systématiquement reconduit.

### Député et maire
Pour les élections autonomiques du 15 mars 1992, il est investi en 22e position sur la liste du PSC dans la circonscription de Barcelone. Élu député au Parlement de Catalogne à 42 ans, il siège notamment à la commission de la Politique sociale et à la commission de la Politique territoriale. Il rejoint ultérieurement la commission de l'Économie, des Finances et du Budget, dont il est désigné vice-président.
Après que Joan Ignasi Pujana a dû renoncer à exercer le pouvoir, Celestino Corbacho est élu maire de L'Hospitalet de Llobregat le 14 mai 1994 et démissionne alors de la députation provinciale.
Il se présente à sa succession au cours des élections municipales du 28 mai 1995. Avec 14 sièges sur 27 au conseil municipal, il sauve la majorité absolue conquise 12 ans auparavant par le PSC mais perd tout de même trois élus. Au mois de septembre suivant, le président de la Généralité de Catalogne Jordi Pujol anticipe les élections autonomiques au 19 novembre. Remonté en 8e position de la liste de la province de Barcelone, Corbacho conserve son mandat parlementaire.
Au cours de cette seconde législature, il siège à la commission de la Politique territoriale, jusqu'en 1997, et à la commission de la Justice, des Droits et de la Sécurité publique.
Il améliore nettement le résultat du Parti des socialistes de Catalogne à l'occasion des  élections municipales du 13 juin 1999 en totalisant dix-huit élus. Nommé premier vice-président de la Fédération des villes de Catalogne (FMC), vice-président de l'Entité métropolitaine de transport (EMT) et de l'Autorité des transports métropolitains (AMT), il ne se représente pas aux élections autonomiques du 17 octobre qui suit.
À la suite des élections générales du 12 mars 2000, le secrétaire général du Parti socialiste ouvrier espagnol (PSOE) Joaquín Almunia démissionne pour assumer la déroute du parti. Une direction provisoire est formée sous l'autorité de Manuel Chaves, où il représente le PSC avec Manuela de Madre.
Il conserve la majorité absolue des socialistes à L'Hospitalet de Llobregat lors des élections du 25 mai 2003, où sa liste obtient seize mandats. Il retrouve alors la députation provinciale de Barcelone, dont il devient premier vice-président, chargé Relations internationales et de la Participation citoyenne, sous l'autorité de José Montilla. Après que ce dernier a été nommé ministre de l'Industrie, qu'il remplace à la présidence de la députation le 22 avril 2004.
Au cours des élections municipales du 27 mai 2007, il conquiert un cinquième mandat en faisant élire dix-sept conseillers municipaux sur 27 à L'Hospitalet. Il conserve ensuite le poste de président de la députation provinciale de Barcelone, où le PSC gagne un siège tout en restant minoritaire avec 25 députés sur 51.

### Ministre du Travail
Le 14 avril 2008, Celestino Corbacho est nommé à 58 ans ministre du Travail et de l'Immigration dans le second gouvernement minoritaire du socialiste José Luis Rodríguez Zapatero. Il est contraint de renoncer à ses mandats locaux : Antoni Fogué, adjoint au maire de Santa Coloma de Gramenet, prend sa suite à la présidence de la députation tandis que sa première adjointe, Núria Marín, lui succède à la mairie de L'Hospitalet de Llobregat.
Perçu dans les sondages comme le meilleur pour gérer la question migratoire — 40 % de la population de L'Hospitalet est issue de l'immigration —, il est aussi présenté comme un ministre adepte du slogan « la loi et l'ordre » en matière d'immigration, après avoir lié en 2007 les problèmes d'insécurité et les phénomènes migratoires.
Dès sa prise de fonction, il durcit le discours du gouvernement sur la thématique migratoire, affirmant que « en Espagne, tous les immigrants sont nécessaires tant qu'ils ont un contrat de travail » et que « le phénomène de l'immigration ne peut jamais fonctionner si on applique les normes du dernier arrivé ». Au début du mois de mai, il doit affronter une hausse du chômage correspondant au mois d'avril. Il indique à la presse que cette hausse, inédite pour un tel mois depuis 1984, est limitée au secteur de la construction et aux services associés.

### Retour en Catalogne
Au cours d'une discussion avec Zapatero au palais de La Moncloa en août 2010, le président du gouvernement indique à son ministre du Travail qu'il croit utile qu'il se présente aux élections autonomiques du 28 novembre 2010 en Catalogne afin de renforcer la candidature de José Montilla en mobilisant l'électorat socialiste classique, opposé au nationalisme catalan, une suggestion qu'il accueille favorablement. Il est finalement investi troisième de la liste dans la circonscription de Barcelone, derrière Montilla et Montserrat Tura, conseillère à la Justice du gouvernement autonomique et représentante du secteur « catalaniste ».
Relevé de ses fonctions le 21 octobre 2010, il est remplacé par le syndicaliste Valeriano Gómez. Après avoir été réélu député au Parlement de Catalogne, il devient le 19 janvier 2011 président de la commission de l'Intérieur. Il est confirmé après les élections autonomiques anticipées du 25 novembre 2012. Il renonce toutefois à postuler pour un troisième mandat lors des élections autonomiques anticipées du 27 septembre 2015 et met alors un terme à 31 ans de vie institutionnelle.

### Du PSC à Ciudadanos
Le 15 janvier 2018, il annonce son départ du PSC, indiquant ne plus se « sentir reconnu » dans l'action du parti. Le parti libéral anti-indépendantiste Ciutadans annonce quatre mois plus tard qu'il accepte d'être sa tête de liste pour les élections municipales de 2019 à L'Hospitalet, mais lui-même réfute cette affirmation en septembre 2018. Il est finalement investi en troisième position sur la liste de Ciudadanos à Barcelone, conduite par l'ancien Premier ministre français Manuel Valls. À l'instar de ce dernier et d'Eva Parrera, il vote en juin 2019 pour la réélection d'Ada Colau au fauteuil de maire de Barcelone, mais ne le suit pas dans sa dissidence et reste ainsi membre du groupe politique de Ciudadanos. Il démissionne du conseil municipal en septembre 2022.